# Шолин, Игорь Николаевич
И́горь Никола́евич Шолин (укр. Ігор Миколайович Шолін; 4 июня 1985, Нежин, Черниговская область, Украинская ССР, СССР — 16 декабря 2009, Хмельницкий, Украина) — украинский футболист, полузащитник.

## Биография

### Клубная карьера
В ДЮФЛ выступал за черниговскую «Юность», провёл 1 матч за киевское ЦСКА в ноябре 1998 года. После занимался в киевском РВУФК. В 2003 году начал выступать за любительский клуб «Нежин». После попал в молдавскую команду «Нистру» из города Отачь. Осенью 2005 года перешёл во львовские «Карпаты». Провёл 1 матч в команде в Первой лиге 4 сентября 2005 года против бурштынского «Энергетика» (0:0), Шолин вышел на 63 минуте вместо Руслана Платона. После выступал во Второй лиге за «Нафком» из Броваров. Летом 2006 года перешёл в кишинёвскую «Дачию». В чемпионате Молдавии за «Дачию» дебютировал 5 августа 2006 года в матче против «Нистру» (2:2), Шолин вышел на 78 минуте вместо Геннадия Пушки. Летом 2007 года побывал на просмотре в азербайджанском «МКТ-Аразе». В 2007 году снова выступал за «Нежин». Летом 2008 года перешёл в хмельницкое «Динамо». В команде стал игроком основного состава.

### Карьера в сборной
Вызывался в молодёжную сборную Украины до 21 года в 2004 году.

### Смерть
18 июля 2009 года попал в аварию. В 12:10 на автодороге Стрый — Знаменка возле села Вербки, Шолин ехал в автобусе «ЛАЗ», в сторону Винницы, на кубковый матч против «Ирпеня». В это время в противоположную сторону направлялся автомобиль «Газель», который по непонятным причинам выехал на встречную полосу и врезался в автобус. В результате аварии пострадали три пассажира автобуса — Андрей Лемишевский, Сергей Якубовский и Игорь Шолин всех их отвезли в Хмельницкую областную больницу. Якубовский и Лемишевский пришли в себя, а Шолин почти на полгода впал в кому.
16 декабря 2009 года в Хмельницкой областной клинической больнице у Игоря остановилось сердце. 17 декабря состоялось прощание с Шолиным на стадионе «Подолье». Его похоронили в родном городе Нежин.

## Достижения
- Серебряный призёр Первой лиги Украины (1): 2005/06